# شتایناو (نیدرزاکسن)
شتایناو (به آلمانی: Steinau) یک شهر در آلمان است که در لاند هادلن (زامتگمایند) واقع شده‌است. شتایناو ۹۴۶ نفر جمعیت دارد.